# Ogden (Iowa)
Ogden es una ciudad ubicada en el condado de Boone en el estado estadounidense de Iowa. En el Censo de 2010 tenía una población de 2044 habitantes y una densidad poblacional de 574,79 personas por km².

## Geografía
Ogden se encuentra ubicada en las coordenadas 42°2′22″N 94°1′42″O / 42.03944, -94.02833. Según la Oficina del Censo de los Estados Unidos, Ogden tiene una superficie total de 3.56 km², de la cual 3.56 km² corresponden a tierra firme y (0%) 0 km² es agua.

## Demografía
Según el censo de 2010, había 2044 personas residiendo en Ogden. La densidad de población era de 574,79 hab./km². De los 2044 habitantes, Ogden estaba compuesto por el 98.87% blancos, el 0.05% eran afroamericanos, el 0.34% eran amerindios, el 0% eran asiáticos, el 0% eran isleños del Pacífico, el 0.15% eran de otras razas y el 0.59% pertenecían a dos o más razas. Del total de la población el 1.08% eran hispanos o latinos de cualquier raza.